# Stephen Ireland
Stephen James Ireland (Cork, 22 agosto 1986) è un ex calciatore irlandese, di ruolo centrocampista.

## Caratteristiche tecniche
Calciatore duttile, dotato di un'ottima visione di gioco e buona tecnica di base, si dimostra abile negli inserimenti offensivi, sapendo ricoprire tutti i ruoli del centrocampo prediligendo la fascia; può giocare indifferentemente in un 4-4-2 o in un 4-3-3.

## Carriera

### Club

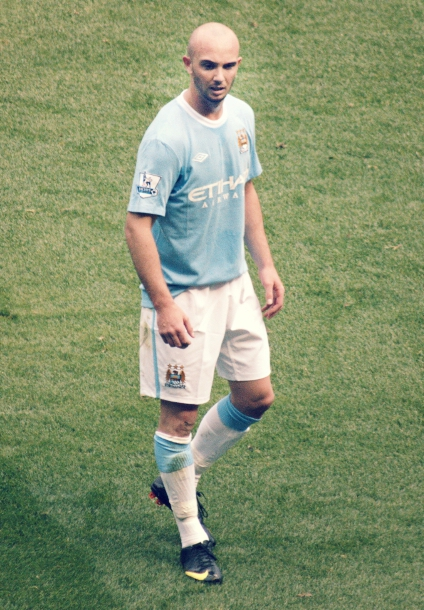
Ireland con la maglia del Manchester City nel 2009.

Iniziò la carriera in Irlanda a 8 anni, nelle giovanili del Cobh Ramblers, squadra in cui giocò anche il padre, Michael Ireland. Stephen sostenne provini in varie squadre britanniche, ma gran parte di esse furono scoraggiate dalla sindrome di Osgood-Schlatter, malattia di cui soffrì in età adolescenziale. A quindici anni venne preso nel settore giovanile del Manchester City in cui maturò per circa quattro anni. Nell'estate del 2005 giocò varie amichevoli in prima squadra, preludio al suo debutto in Premier League avvenuto il 18 settembre 2005 contro il Bolton Wanderers. Il 21 settembre collezionò la sua seconda presenze coi Citizens, la prima da titolare, in Carling Cup contro il Doncaster Rovers.
Il debutto da titolare in Premiership è datato 2 ottobre 2005: in questa partita Ireland impressionò gli addetti ai lavori guadagnandosi il titolo di man of the match. Partì da titolare nei successivi sei incontri del City, nonostante la giovane età, e accettò un nuovo contratto quadriennale. Nel resto della stagione Ireland giocò circa la metà delle partite del City; in totale 16 da titolare e 12 da sostituto. Il primo gol con la maglia dei Citiziens risale al 26 dicembre 2006, in Premiership 2006-2007, e valse la vittoria per 1 a 0 sul campo dello Sheffield United. Il secondo gol lo siglò nel terzo turno di FA Cup contro lo Sheffield Wednesday, poco prima dell'intervallo, di fronte ai 25.000 del City of Manchester Stadium.
Il 18 febbraio 2007, nel quinto turno di FA Cup, Ireland sigillò la vittoria per 3-1 sul Preston North End con un gran tiro da fuori area. La stagione 2007-2008 iniziò bene per Ireland e per il City. Il 5 novembre 2007 segnò il gol vittoria contro il Sunderland con un tiro al volo; per festeggiare si tirò giù i pantaloni mostrando le mutande con il logo di Superman. Da qui deriva il soprannome Superman datogli dai suoi fan. La FA reagì all'accaduto con un semplice avviso che parve la cosa più giusta. Sempre in novembre siglò il gol vittoria contro il Reading mantenendo il record d'imbattibilità in casa del City. Due settimane dopo fu espulso per la prima volta in carriera nella partita persa 2-1 in casa del Tottenham Hotspur per un brutto fallo a pallone lontano e saltò 3 giornate per squalifica.
Nel girone di ritorno si "vendicò" segnando agli Spurs il primo dei due gol che consegnarono la vittoria al City. Il quarto e ultimo gol stagionale è datato 26 aprile nella sconfitta per 2-3 col Fulham: un tiro morbido dal limite sinistro dell'area che batté Keller. Nella stagione 2008-2009 partì in panchina, infatti nella prima giornata subentrò all'81º minuto. Dalla seconda però tornò titolare; in questa partita, vinta 3 a 0 sul West Ham, si rese protagonista fornendo due assist decisivi per la doppietta del compagno Elano. Ha inaugurato il bottino stagionale 7 giorni dopo aprendo le marcature nella vittoria per 3-0 in casa del Sunderland. Segnò di nuovo il 20 ottobre 2008 nel pareggio 2-2 contro in casa del Newcastle.

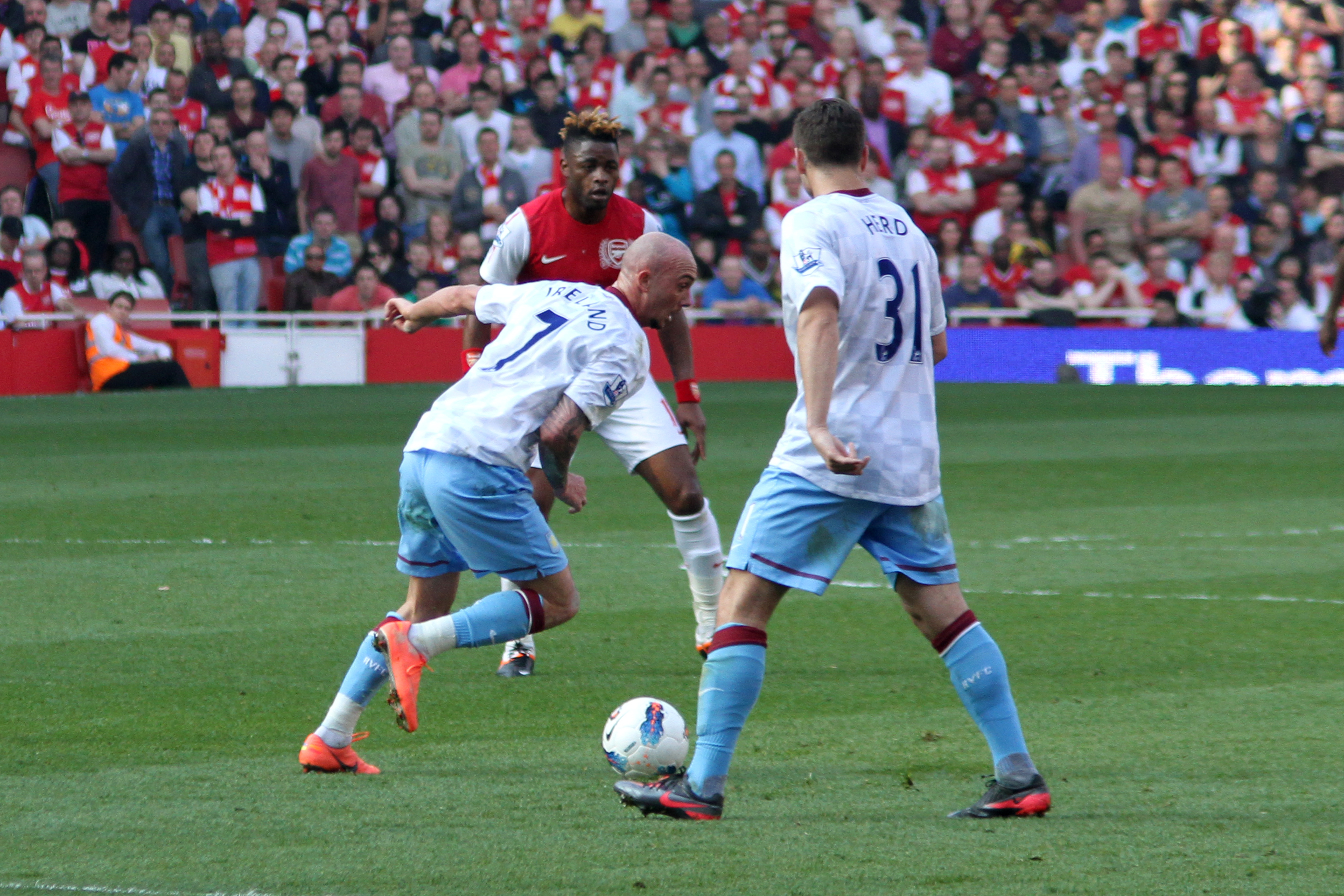
Ireland in azione con la maglia dell'Aston Villa nel 2012.

Il 16 novembre segnò la sua prima doppietta professionistica nel pareggio per 2-2 in casa dell'Hull City. La settimana successiva ha aperto le marcature nella vittoria per 3-0 contro l'Arsenal. Da qui al termine della stagione Ireland segnò altri tre gol contro Hull City, Fulham ed Everton portando il suo score a 9 reti in campionato. In questa stagione per lui molto redditizia siglò anche 3 reti in Coppa UEFA ed 1 in League Cup per un totale di 13 gol stagionali. A fine stagione venne nominato giocatore dell'anno del City. Il culmine fu il rinnovo di contratto fino al giugno 2014. Nella stagione 2009-2010 Ireland segnò un gol alla prima giornata nella vittoria per 2-0 all'Ewood Park.

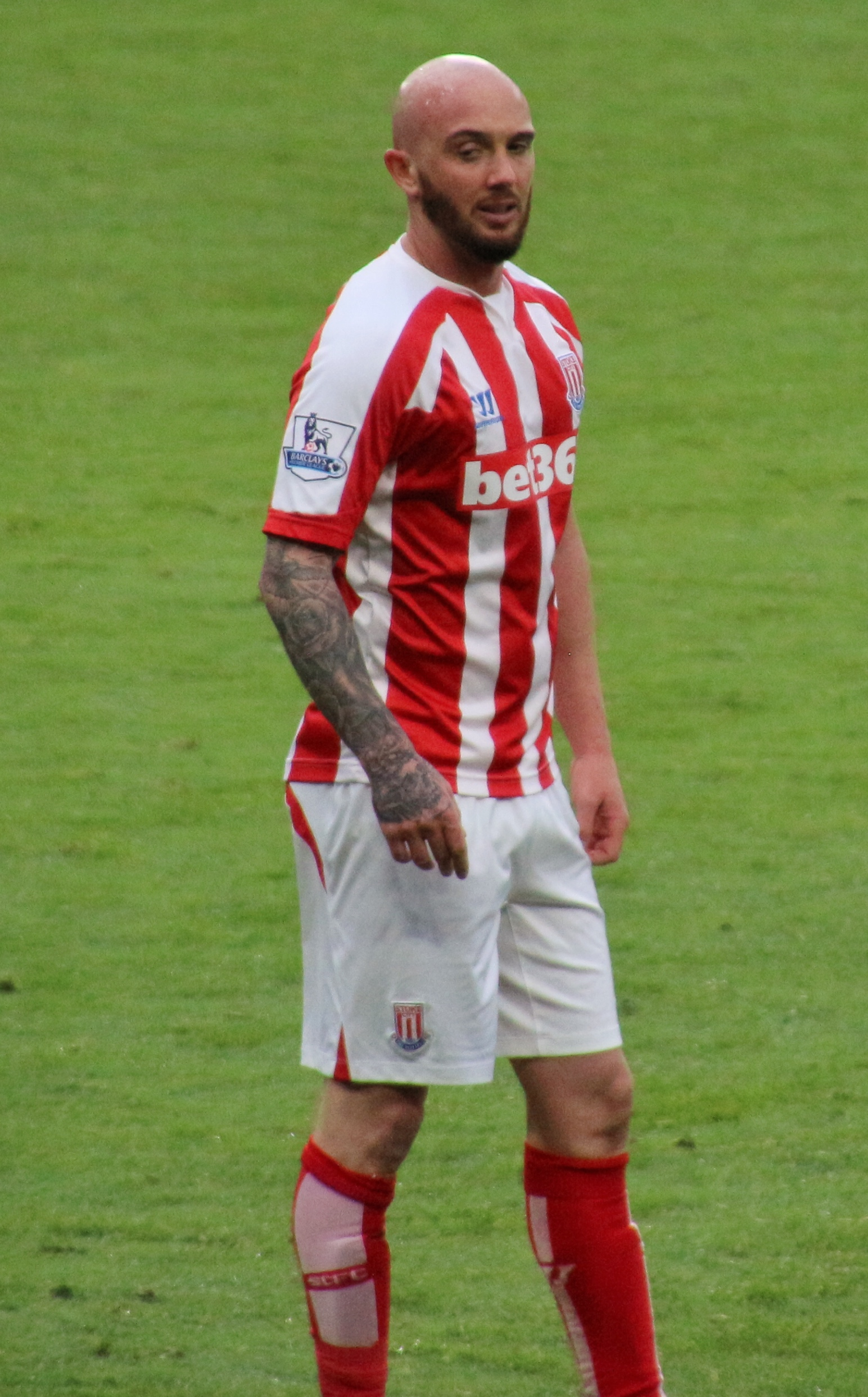
Ireland con la maglia dello Stoke City nel 2015.

Nella partita di Carling Cup contro il Fulham del 23 settembre 2009 è stato sostituito dopo aver accusato dei giramenti di testa; è stato trasportato in ospedale col sospetto di un problema al cuore causato dagli eccessivi allenamenti estivi, ma si è poi ripreso e le voci sono state smentite. Nel maggio 2010 ha presentato al club una richiesta di trasferimento, avendo perso il posto da titolare. Il 18 agosto 2010 ha firmato un contratto di durata quadriennale con l'Aston Villa. Il trasferimento è avvenuto nell'ambito della trattativa che ha portato James Milner al Manchester City. Il 31 gennaio 2011 è stato ufficializzato il suo passaggio in prestito fino al termine della stagione al Newcastle United. Finito il prestito con i Magpies torna all'Aston Villa. Il 2 settembre 2013 si trasferisce allo Stoke City dove ritrova anche il suo ex allenatore ai tempi del City Mark Hughes, in cinque stagioni disputate con i Potters colleziona complessivamente 70 presenze e 6 reti. Dopo essere rimasto svincolato per qualche mese, nell'ottobre 2018 si accasa al Bolton squadra inglese militante in Championship (seconda serie inglese);  il 20 dicembre successivo, rescinde il proprio contratto con i Trotters, dopo soli due mesi e mezzo, non avendo mai raccolto nemmeno una presenza in campo. Tuttavia di conseguenza in seguito si ritira dal calcio giocato.

### Nazionale
Ha rappresentato l'Irlanda a livello di Under-15, 16 e 17. Arrivato all'Under-18 ebbe dei dissapori con Brian Kerr per essere stato lasciato in tribuna in un'occasione. L'Irlanda perse la partita 4-0 e Kerr disse che Ireland sarebbe stato utilizzato nella partita successiva, invece venne escluso di nuovo. Ireland chiese di abbandonare il ritiro e Kerr dichiarò che non l'avrebbe più convocato nelle sue Nazionali giovanili irlandesi. Poco dopo, Kerr diventò commissario tecnico della nazionale maggiore ed escluse Ireland da ogni convocazione nonostante le pressioni dei tifosi irlandesi. Questo periodo portò Ireland a pensare di rappresentare l'Inghilterra o l'Italia per le quali era ancora convocabile. Nel 2005 però venne convocato in Under-21 da Don Givens ed accettò volentieri la convocazione per la stima che Givens nutriva nei suoi confronti.
Nel gennaio 2006, Steve Staunton divenne il nuovo CT e convocò immediatamente Ireland, che debuttò il 1º marzo 2006 in amichevole contro la Svezia, partita d'esordio del nuovo gestore. Segnò il primo gol internazionale il 7 ottobre 2006 contro Cipro. A questo seguì un gol molto importante, datato 7 febbraio 2007, che servì ad evitare il pareggio contro San Marino. Poi un gol nel "derby" contro il Galles, 1 presenza contro la Slovacchia ed un gol proprio contro la Slovacchia: totale 6 presenze e 4 reti nella breve ma intensa esperienza in Nazionale.

#### Controversie
Ireland fu al centro di polemiche nel settembre 2007, poco prima di una partita contro la Rep. Ceca: il CT Staunton lo informò di una telefonata della sua fidanzata che segnalava la morte della nonna materna. Staunton accertò che era solo una scusa per consentire al calciatore di tornare a casa senza la minima opposizione ma quando Ireland gli confermò la morte della nonna, Staunton gli consentì di ritornare a casa con un jet privato. I media scoprirono in fretta che la notizia era falsa. A quel punto Ireland disse che era morta la nonna paterna e non quella materna, ma anche in questo caso si scoprì che era falso poiché i familiari denunciarono un giornale che riportò la sua morte. Ireland cambiò di nuovo storia, dicendo che era morta la seconda moglie di suo nonno. Anche questa storia era falsa.
Poco dopo Ireland si decise a dire la verità: ammise di aver cercato una scusa per lasciare il ritiro, questo perché doveva andare a Cork dalla sua fidanzata che aveva avuto un aborto spontaneo. "A quel punto ho deciso che dovevo dire la verità ed ammettere di aver mentito", dichiarò Ireland, "Mi sono accorto che dire che mia nonna era morta è stato un errore enorme e me ne rammarico profondamente". Staunton era furioso, e non venne aiutato dal fatto che l'Irlanda perse 1-0 contro i cechi, partita che di fatto chiuse le speranze di qualificazione al campionato d'Europa 2008. Ireland difese sé e la sua fidanzata dicendo che "l'aborto spontaneo li aveva fatti prendere dal panico".
Jessica (la fidanzata) disse che "si sentiva molto sola e voleva che Ireland tornasse rapidamente a casa. [...] Lei pensava che mi avrebbero lasciato partire più velocemente pensando che la nonna era morta", spiegò il calciatore. La Federazione calcistica irlandese, così come i tifosi irlandesi, si chiese perché Ireland non avesse semplicemente detto la verità, visto che il vero motivo era più che sufficiente per ottenere il permesso di abbandonare il ritiro. La Federazione però non prese alcun provvedimento, dichiarando che "l'accaduto fu il risultato di una situazione drammatica". Dopo questa vicenda, Ireland non ha più risposto alle convocazioni della Nazionale, sentendosi in colpa; fu duramente rimproverato anche da Eriksson, all'epoca allenatore del Manchester City, che non esitò a chiamarlo "stupido".

#### Esilio
Il 20 ottobre 2008 Ireland partecipò ad un'intervista su Setanta Ireland, nota emittente sportiva irlandese, durante la quale dichiarò di seguire regolarmente le partite dell'Irlanda. Disse anche che non sarebbe tornato in Nazionale nel recente futuro. Il desiderio di rivedere Ireland in Nazionale fu ben documentato: dalla stampa irlandese (che scrisse di Trapattoni e Brady che cercarono di esortarlo a cambiare decisione) e dalla frustrazione dei tifosi irlandesi specialmente dopo aver visto le prestazioni di Ireland nella stagione 2008-2009. In passato anche Eriksson provò a far cambiare idea a Ireland.
Nel dicembre 2008 abbondarono le speculazioni sul fatto che Ireland avrebbe potuto tenersi a disposizione per la partita contro la Georgia dell'11 febbraio 2009. Ma quando le convocazioni furono annunciate in data 19 gennaio, il nome di Ireland non c'era. Liam Brady si affrettò a spiegare che lui e Trapattoni avevano già raggiunto un accordo con il giocatore in base al quale quest'ultimo avrebbe fatto sapere quando si sentiva di tornare. Il 19 febbraio è stato riportato che Ireland avrebbe informato il compagno Shay Given di voler rappresentare l'Irlanda al campionato del mondo 2010 e che un suo ritorno in Nazionale era imminente. Ma quando Trapattoni annunciò i convocati per le partite con Bulgaria (28 marzo) e Italia (1º aprile) il suo nome ancora non c'era. In conferenza stampa Trapattoni rivelò che lui stesso non credeva al ritorno di Ireland poiché l'aveva incontrato un mese prima e aveva notato la riluttanza di Ireland a guardarlo negli occhi.
Il 9 maggio Ireland ha dichiarato: "Ho sempre detto "mai dire mai", perché è difficile non farlo, ma non credo che tornerò indietro". Shay Given è il principale mediatore tra Trapattoni e Ireland ma il 24 agosto 2009 Mark Hughes dichiarò che non crede che Ireland torni in Nazionale nel recente futuro. Il 2 settembre 2009 Trapattoni ha dichiarato: "È un peccato, Ireland si pentirà della sua decisione" ma ha anche aggiunto "la mia porta non è mai chiusa". Stephen ha sempre confermato la volontà di non voler tornare in Nazionale nonostante la volontà del padre ("Non voglio mettergli pressione, ma mi piacerebbe moltissimo vederlo giocare ai Mondiali").

## Statistiche

### Presenze e reti nei club
Statistiche aggiornate al 13 maggio 2018.
| Stagione               | Squadra                | Campionato             | Campionato | Campionato | Coppa nazionale | Coppa nazionale | Coppa nazionale | Coppe europee | Coppe europee | Coppe europee | Altre coppe | Altre coppe | Altre coppe | Totale | Totale |
| Stagione               | Squadra                | Comp                   | Pres       | Reti       | Comp            | Pres            | Reti            | Comp          | Pres          | Reti          | Comp        | Pres        | Reti        | Pres   | Reti   |
| ---------------------- | ---------------------- | ---------------------- | ---------- | ---------- | --------------- | --------------- | --------------- | ------------- | ------------- | ------------- | ----------- | ----------- | ----------- | ------ | ------ |
| 2005-2006              | Manchester City        | PL                     | 24         | 0          | FACup+CdL       | 3+1             | 0               | -             | -             | -             | -           | -           | -           | 28     | 0      |
| 2006-2007              | Manchester City        | PL                     | 24         | 1          | FACup+CdL       | 4+1             | 2+0             | -             | -             | -             | -           | -           | -           | 29     | 3      |
| 2007-2008              | Manchester City        | PL                     | 33         | 4          | FACup+CdL       | 3+3             | 0               | -             | -             | -             | -           | -           | -           | 39     | 4      |
| 2008-2009              | Manchester City        | PL                     | 35         | 9          | FACup+CdL       | 0+1             | 0+1             | CU            | 14            | 3             | -           | -           | -           | 50     | 13     |
| 2009-2010              | Manchester City        | PL                     | 22         | 2          | FACup+CdL       | 3+5             | 0+1             | -             | -             | -             | -           | -           | -           | 30     | 3      |
| Totale Manchester City | Totale Manchester City | Totale Manchester City | 138        | 16         |                 | 24              | 4               |               | 14            | 3             |             | -           | -           | 176    | 23     |
| 2010-gen. 2011         | Aston Villa            | PL                     | 10         | 0          | FACup+CdL       | 0+2             | 0               | UEL           | 1             | 0             | -           | -           | -           | 13     | 0      |
| gen.-giu. 2011         | Newcastle              | PL                     | 2          | 0          | FACup+CdL       | 0+0             | 0               | -             | -             | -             | -           | -           | -           | 2      | 0      |
| 2011-2012              | Aston Villa            | PL                     | 24         | 1          | FACup+CsL       | 2+2             | 0               | -             | -             | -             | -           | -           | -           | 28     | 1      |
| 2012-2013              | Aston Villa            | PL                     | 13         | 0          | FACup+CsL       | 1+3             | 0               | -             | -             | -             | -           | -           | -           | 17     | 0      |
| Totale Aston Villa     | Totale Aston Villa     | Totale Aston Villa     | 47         | 1          |                 | 10              | 0               |               | 1             | 0             |             |             |             | 58     | 1      |
| 2013-2014              | Stoke City             | PL                     | 25         | 2          | FACup+CdL       | 1+3             | 0+1             | -             | -             | -             | -           | -           | -           | 29     | 3      |
| 2014-2015              | Stoke City             | PL                     | 17         | 0          | FACup+CdL       | 2+1             | 3+0             | -             | -             | -             | -           | -           | -           | 20     | 3      |
| 2015-2016              | Stoke City             | PL                     | 13         | 0          | FACup+CdL       | 1+2             | 0               | -             | -             | -             | -           | -           | -           | 16     | 0      |
| 2016-2017              | Stoke City             | PL                     | 0          | 0          | FACup+CdL       | 0+0             | 0               | -             | -             | -             | -           | -           | -           | 0      | 0      |
| 2017-2018              | Stoke City             | PL                     | 4          | 0          | FACup+CdL       | 1+0             | 0               | -             | -             | -             | -           | -           | -           | 5      | 0      |
| Totale Stoke City      | Totale Stoke City      | Totale Stoke City      | 59         | 2          |                 | 11              | 4               |               | -             | -             |             | -           | -           | 70     | 6      |
| ott-dic. 2018          | Bolton                 | FLC                    | -          | -          | FACup+CdL       | - + -           | -               | -             | -             | -             | -           | -           | -           | -      | -      |
| Totale carriera        | Totale carriera        | Totale carriera        | 246        | 19         |                 | 45              | 8               |               | 15            | 3             |             | -           | -           | 306    | 30     |

### Cronologia presenze e reti in nazionale
| Cronologia completa delle presenze e delle reti in nazionale ― Irlanda | Cronologia completa delle presenze e delle reti in nazionale ― Irlanda | Cronologia completa delle presenze e delle reti in nazionale ― Irlanda | Cronologia completa delle presenze e delle reti in nazionale ― Irlanda | Cronologia completa delle presenze e delle reti in nazionale ― Irlanda | Cronologia completa delle presenze e delle reti in nazionale ― Irlanda | Cronologia completa delle presenze e delle reti in nazionale ― Irlanda | Cronologia completa delle presenze e delle reti in nazionale ― Irlanda |
| Data                                                                   | Città                                                                  | In casa                                                                | Risultato                                                              | Ospiti                                                                 | Competizione                                                           | Reti                                                                   | Note                                                                   |
| ---------------------------------------------------------------------- | ---------------------------------------------------------------------- | ---------------------------------------------------------------------- | ---------------------------------------------------------------------- | ---------------------------------------------------------------------- | ---------------------------------------------------------------------- | ---------------------------------------------------------------------- | ---------------------------------------------------------------------- |
| 1-3-2006                                                               | Dublino                                                                | Irlanda                                                                | 3 – 0                                                                  | Svezia                                                                 | Amichevole                                                             | -                                                                      | 46’                                                                    |
| 7-10-2006                                                              | Nicosia                                                                | Cipro                                                                  | 5 – 2                                                                  | Irlanda                                                                | Qual. Euro 2008                                                        | 1                                                                      | 83’                                                                    |
| 7-2-2007                                                               | Serravalle                                                             | San Marino                                                             | 1 – 2                                                                  | Irlanda                                                                | Qual. Euro 2008                                                        | 1                                                                      |                                                                        |
| 24-3-2007                                                              | Dublino                                                                | Irlanda                                                                | 1 – 0                                                                  | Galles                                                                 | Qual. Euro 2008                                                        | 1                                                                      | 59’                                                                    |
| 28-3-2007                                                              | Dublino                                                                | Irlanda                                                                | 1 – 0                                                                  | Slovacchia                                                             | Qual. Euro 2008                                                        | -                                                                      | 70’                                                                    |
| 8-9-2007                                                               | Bratislava                                                             | Slovacchia                                                             | 2 – 2                                                                  | Irlanda                                                                | Qual. Euro 2008                                                        | 1                                                                      | 76’                                                                    |
| Totale                                                                 |                                                                        | Presenze                                                               | 6                                                                      |                                                                        | Reti                                                                   | 4                                                                      |                                                                        |